# Jan Tops

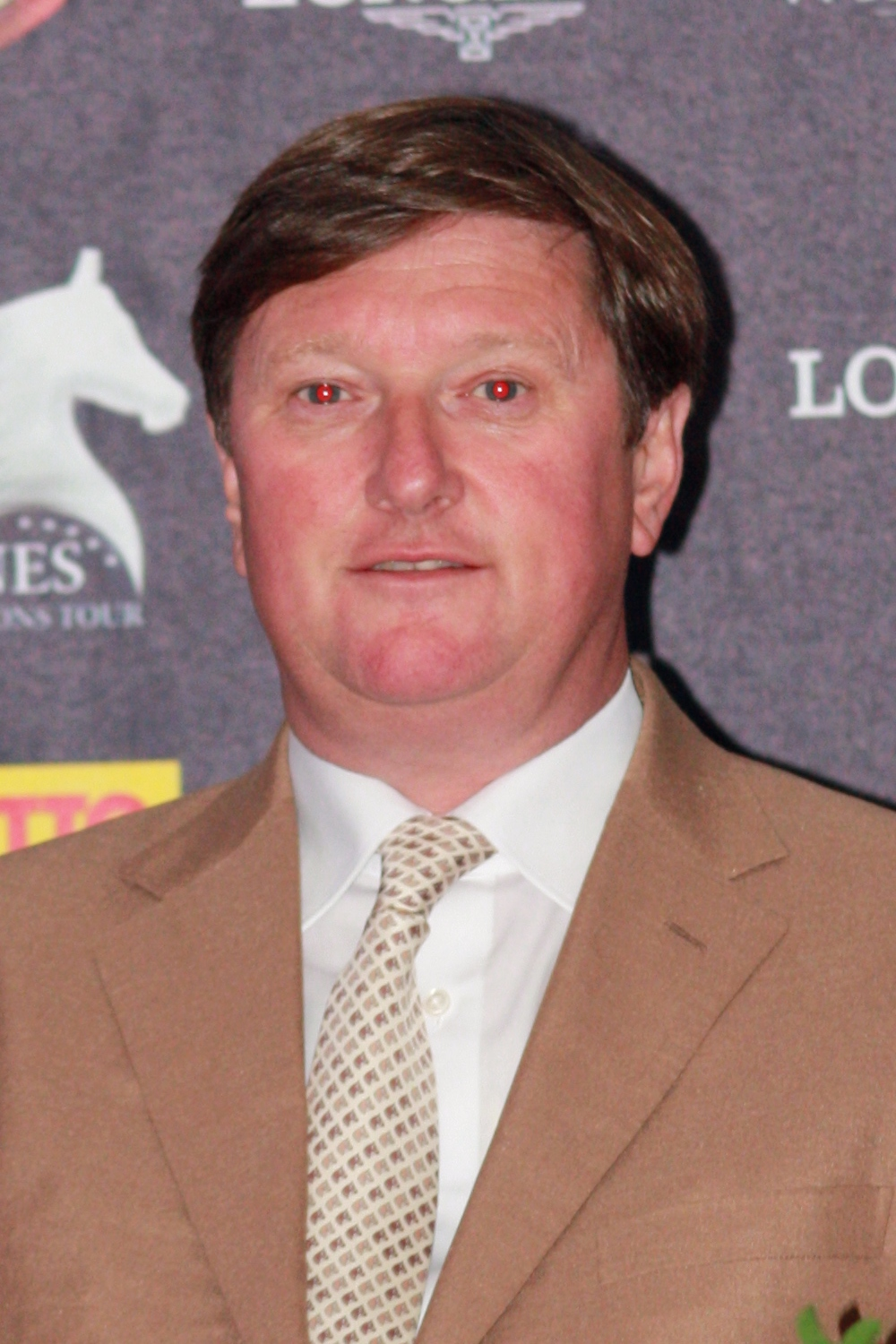
Jan Tops

Jan Tops (Valkenswaard, 5 april 1961) is een Nederlands springruiter.
Jan Tops won met zijn paard Top Gun la Silla teamgoud tijdens de Olympische Spelen van Barcelona (1992). Met dit paard stond Jan Tops ongeveer 10 jaar lang aan de top van de internationale springsport. 
Tops heeft een vooraanstaande positie in de internationale springpaardenhandel. Hij is sinds 1993 gastheer van het internationaal concours in Valkenswaard. Hij is getrouwd met de Australische amazone Edwina Alexander.